# Glicinato di etile cloridrato
Il glicinato di etile cloridrato (o etilglicina) è un sale dell'acido cloridrico e dell'estere etilico dell'amminoacido glicina.
A temperatura ambiente si presenta come un solido bianco dall'odore caratteristico.